# Lego Loco
Lego Loco – gra komputerowa dla dzieci na platformę Microsoft Windows, wydana przez Lego. Jest to prosta gra opierająca się na budowaniu drogi dla transportu kolejowego. Cel gry to budowanie miasta, w którym ludzie Lego mogą mieszkać.
Na początku gry gracz ma "skrzynkę z zabawkami", z którego może wybrać budynki z listy i umieścić na bezpośrednio przewidziane miejsce. Gracz może umieścić drogi, tory kolejowe, stacje, skrzyżowania, budynki i krajobraz. Aby zacząć symulację, gracz musi zamknąć skrzynkę z zabawkami, a symulacja miasta się rozpocznie (gracz może otworzyć je ponownie, aby wprowadzić jakieś zmiany). Po chwili figurki Lego zaczną się poruszać do przewidzianych domków (jeżeli jakieś są). Gracz może je nawet przestawiać. To może spowodować zmienienie się humoru figurki, zależnie od tego, gdzie została przeniesiona.
Używając parowozowni, gracz może tworzyć pociągi, aby jeździły po torach. Jeśli pasażer nim podróżuje, zatrzyma się on na jakiejkolwiek stacji jaka została umiejscowiona przy trasie. Gracz może kontrolować prędkość pociągu, kierunek jego ruchu oraz nawet dodać wagon pocztowy, który umożliwia przenoszenie pocztówek, które zostały stworzone przez gracza. Pociąg, lub pociągi mogą też przejeżdżać przez tunele, które może umiejscawiać gracz na krawędzi mapy. Niektóre tunele mogą być używane, aby pomóc wymieniać pocztówki z innymi graczami (pod warunkiem, że sieć została ustanowiona).

## Ukryte wiadomości
Jest kilka ukrytych wiadomości w grze, licząc zdolność rozrodu zwierząt w polu, transformacje drapaczy chmur w wielkie roboty, i nawet obiekty sezonowe. Wspomniane obiekty sezonowe będą się tylko pojawiały, kiedy jest właściwy sezon (odnosząc się do zegara w komputerze). Na przykład wielkie jajka ukażą się tylko około Wielkanocy; dzwonki, latający samolot z napisem "Wesołych Świąt" ukaże się tylko w połowie grudnia. Są też wersje pokryte śniegiem normalnych obiektów.